# Marina Montesano
Marina Montesano (Bari, 18 maggio 1967) è una storica italiana. Insegna Storia medievale all'Università degli Studi di Messina. In precedenza ha insegnato a Genova e all'Università Vita-Salute San Raffaele di Milano. È tra i maggiori esperti di storia culturale in rapporto alla cultura folklorica, alla magia, alla stregoneria, nonché di rapporti fra Occidente e Oriente nel Medioevo.

## Biografia
Dopo aver conseguito il Dottorato di ricerca in Storia medievale presso l'Università di Firenze nel 1995, è stata fellow dell'Accademia della Crusca nel 1996 e fellow di Villa I Tatti – The Harvard University Center for Italian Renaissance nel 1998-99. Dal 1999 ha svolto l'attività di ricercatrice di Storia medievale presso l'Università di Genova e successivamente, dal 2011, ha ricoperto il ruolo di professoressa associata presso l'Università di Messina, dove è divenuta professoressa ordinaria nel 2015. Tra il 2009 e il 2016 è stata inoltre professoressa a contratto di Storia medievale presso la Facoltà di Filosofia dell'Università Vita-Salute San Raffaele di Milano. Ha tenuto seminari e svolto convegni e attività di dottorato in varie università italiane ed estere. Nel 2025 è Cornerstones Visiting Chair in History presso la University of Richmond, VA.
È membro del comitato scientifico dell'Istituto storico italiano per il medio evo (sede di riferimento per l'Italia meridionale – Barletta). Nel 2020 è stata nominata tra le 100 esperte per il settore di Storia e Filosofia dall'Osservatorio di Pavia e dall'associazione Gi.U.Li.A., con lo sviluppo della Fondazione Bracco e il supporto della Rappresentanza in Italia della Commissione Europea. Fa parte dei comitati scientifici del Bullettino dell'Istituto Storico Italiano per il Medioevo, della collana Fonti e studi per gli Orsini di Taranto dell'Istituto storico italiano per il medio evo, delle riviste Religions e Giornale di Storia; inoltre, è nell'editorial board di Itineraria (SISMEL). Viene sovente invitata a manifestazioni quali il Festival del Medioevo di Gubbio e La Storia in Piazza a Genova. Ha partecipato a numerose trasmissioni radiofoniche a carattere culturale: Radio Radicale, Rai 3 (Fahrenheit, Uomini e Profeti), Radio Svizzera, The Moncrieff Show on Newstalk, Irlanda. Collabora alle pagine culturali del quotidiano il Manifesto.

## Premi
- Nel 2017 ha ricevuto il Premio Anassilaos da parte dell'Associazione Anassilaos di Reggio Calabria.
- Nel 2019 le è stato conferito il premio “La tela di Penelope” (Naxoslegge).
- Nel 2022 ha ricevuto il Premio Italia medievale per il libro Ai margini del Medioevo. Storia culturale dell'alterità, Roma, Carocci, 2021.
- L'8 novembre 2022 ha conseguito il Katharine Briggs Award della Folklore Society per il libro Folklore, Magic, and Witchcraft: Cultural Exchanges from the Twelfth to Eighteenth Century, London, Routledge, 2022.
- Il 29 ottobre 2023 ha ricevuto il Premio Contursi Terme (ventisettesima edizione), per il volume Ai margini del Medioevo. Storia culturale dell'alterità, Roma, Carocci, 2021.

## Opere principali
- La cristianizzazione dell'Italia nel Medioevo, prefazione di A. Paravicini Bagliani, Roma-Bari, Laterza (Il Quadrante), 1997.
- “Supra acqua et supra ad vento”. Superstizioni, maleficia e incantamenta nei predicatori francescani osservanti (Italia, sec. XV), Roma, Istituto Storico Italiano per il Medio Evo (Nuovi Studi Storici - 46), 1999.
- “Fantasima, fantasima che nella notte vai”. La cultura magica nelle novelle toscane del Trecento, prefazione di G. Airaldi, Roma, Città Nuova (I volti della storia), 2000.
- Da Figline a Gerusalemme. Viaggio del prete Michele in Egitto e in Terrasanta (1489-90). Con il testo originale del viaggio di ser Michele, Roma, Viella, 2010.
- Caccia alle streghe, Roma, Salerno editrice, 2012.
- Marco Polo, Roma, Salerno editrice, 2014.
- (con F. Cardini) "Arte gradita agli déi immortali". La magia fra mondo antico e Rinascimento, Torino, Yume, 2015.
- Classical Culture and Witchcraft in Medieval and Renaissance Italy, London, Palgrave/MacMillan, 2018.
- Eretico, erotico o strategico? pratiche di crossdressing nella società medievale, in C. Grasso, M. Miglio (a cura di), Eretico ed erotico nel Medioevo. Atti del Convegno Internazionale di Studi (Roma, 1-2 dicembre 2016), Roma, ISIME, 2019, pp. 173-187.
- Sesso, identità di genere e miracoli, in L. Andreani, A. Paravicini Bagliani (a cura di), Miracolo! Emozione, spettacolo e potere nella storia dei secoli XIII-XVII, Firenze, SISMEL - Edizioni del Galluzzo, 2019, pp. 117-131.
- Culture popolari e dimensione religiosa, in «Quaderni di storia religiosa», 2, 2019, pp. 267-281.
- Dio lo volle? 1204: la vera caduta di Costantinopoli, Roma, Salerno editrice, 2020.
- Witchcraft, Demonology and Magic, Special Issue of «Religions», Open Access Journal, Basel, MDPI, 2020.
- Dall'orgia ereticale al sabba delle streghe. La sessualità come strumento persecutorio, in La sessualità nel basso Medioevo, Spoleto, CISAM, 2021, pp. 325-342.
- Pictura, tabula, figura, representatio: la Sindone di Torino in De Falsa et Vera Historia. Estudios sobre pseudoepígrafos y falsificaciones textuales antiguas Studies on pseudepigrapha and ancient text forgeries, Madrid, Ediciones Clásicas, 2021, vol. 4, pp. 325-335.
- Musulmani ed ebrei nella predicazione di San Vincenzo Ferrer, in Vicent Ferrer: projecció europea d'un sant valencià, Valencia, PUV, 2021, pp. 285-300.
- (con M. Caffiero) Superstizione, magia, demonologia, stregoneria. Mediatori culturali e circolazione delle credenze tra tardo Medioevo e prima età moderna, «Rivista di Storia del Cristianesimo», 1/2021.
- Ai margini del Medioevo. Storia culturale dell'alterità, Roma, Carocci, 2021.
- Giovanna d'Arco: mascolinità e violenza in F. Mosetti Casaretto (a cura di), Dira Mulier. La violenza delle donne nelle letterature del Medioevo, Alessandria, Edizioni dell'Orso, 2022, pp.203-218.
- La strega avvelenatrice in C. Mordeglia, A. Paravicini Bagliani (edited by), Poison. Knowledge, Uses, Practices, Firenze, SISMEL, 2022, pp.125-142.
- Folklore, Magic, and Witchcraft: Cultural Exchanges from the Twelfth to Eighteenth Century, London, Routledge, 2022.
- Maleficia. Storie di streghe dall'Antichità al Rinascimento, Roma, Carocci, 2023.
- Cross-dressing in the Middle Ages, London, Routledge, 2024.